# Orhangazispor
Orhangazispor ist ein türkischer Fußballverein aus der Kreishauptstadt Orhangazi aus dem gleichnamigen Landkreis in der Provinz Bursa. Ihre Heimspiele tragen die Rot-Schwarzen im Orhangazi İlçe Stadium aus.

## Geschichte

### Gründung
Der Verein wurde 1982 in der Kreishauptstadt Orhangazi aus dem gleichnamigen Landkreis in der Provinz Bursa gegründet und stand von Anfang an in Konkurrenz mit dem deutlich älteren Verein Orhangazi Gençlerbirliği. Der Verein hieß erst Orhangazi Döktaşspor. Zum Sommer 2003 stieg der Club erstmals in die TFF 3. Lig auf und nahm damit auch das erste Mal am türkischen Profifußballgeschehen teil. Zum Saisonende misslang der Klassenerhalt und so spielte Orhangazi Döktaşspor wieder in der regionalen Amateurliga. Hier gelang der sofortige Wiederaufstieg zum Sommer 2006. Nach diesem Wiederaufstieg änderte man den Vereinsnamen in die heutige Form Orhangazispor um. Seither spielt der Verein in der vierthöchsten türkischen Spielklasse, der heutigen TFF 3. Lig.

## Ligazugehörigkeit
- TFF 3. Lig: 2003–2004,  seit 2005
- Regionale Amateurliga: bis 2003, 2004–2005

## Ehemalige bekannte Spieler
- Kemal Tokak

## Ehemalige bekannte Trainer
- Faruk Yiğit